# Польсько-український бюлетень
Biuletyn Polsko-Ukraiński — польський часопис часів ІІ Речі Посполитої, який репрезентував ідеї польсько-українського єднання.
Часопис почав виходити 1932 року у Варшаві. Виходив щомісяця, а з червня 1933 року - щотижня. Ініціаторами створення часопису були люди з середовища пілсудчиків, котрі підтримували зближення з українцями.  Також це було пов'язано з розвитком прометейського руху, тому "Biuletyn Polsko-Ukraiński" мав фінансову та організаційну підтримку від польської військової розвідки.
Головним редактором був Влодзімєж Бончковський. Авторами статей були як поляки (Леон Василевський, Станіслав Лось, Марцелій Хандельсман, Александр Бохенський, Адольф Марія Бохенський, Станіслав Папроцький, Юзеф Лободовський, Пйотр Дунін-Борковський, Леон Ідзіковський), так і українці (Павло Шандрук, Богдан Лепкий, Степан Баран, Володимир Дорошенко, Сергій Хруцький, Роман Смаль-Стоцький, Павло Ковжун, Іван Кедрин, Володимир Кубійович).
Окрім статей і фейлетонів про політичні справи в часописі друкувалися тексти присвячені українській культурі, літературі, мистецтву та історії. Також публікувалися переклади текстів знаних українських письменників. Головну увагу зверталося на позитивні аспекти польсько-української співпраці задля залагодження суперечностей між обома народами і творення нових стосунків. Українські публіцисти могли натомість представити свої погляди на співпрацю зі сторони українців. Намагалися вплинути як на ендецьких діячів, так і молодшого покоління, з ціллю змінити їхню позицію щодо українського питання.
Останній номер часопису був опублікований в січні 1939 року. Це стало результатом того, що на сторінках часопису все частіше з'являлася критика політики санаційної влади щодо української меншини. Замість "Бюлетеня" з'явилося щомісячне видання "Problemy Europy Wschodniej" (Проблеми Східної Європи).